# The Joker (nummer)
The Joker is een single van de Steve Miller Band afkomstig van hun album met dezelfde naam. Het nummer kwam in de Verenigde Staten op nummer 1 in de hitparade in het begin van 1974. In Nederland kwam het toen niet verder dan plaats 18.
Meer dan 16 jaar later, in september 1990, kwam het nummer wél op nummer 1 in Nederland en de Nationale Top 100, net als in het Verenigd Koninkrijk en Ierland. Dit gebeurde nadat het nummer werd gebruikt in een Levi's- radio-en televisiereclame. Hiermee heeft The Joker het record in handen van de langste tijd tussen een nummer 1-plaats in verschillende landen.
Het nummer wordt ook weleens onterecht "Space Cowboy" genoemd, doordat dit voorkomt in de eerste zin van de tekst. Eigenlijk refereert deze zin aan een eerder nummer van de Steve Miller Band, afkomstig van het album Brave New World. De volgende zinnen gaan weer over twee andere nummers, Gangster of Love van Sailor en Enter Maurice van Recall the Beginning...A Journey from Eden.

## In de cultuur
- In de That '70s Musical-aflevering van de That '70s Show, is The Joker een van de nummers gezongen door de cast.
- In een aflevering The Way We Was van The Simpsons zingt Homer het nummer terwijl hij in zijn auto rijdt.
- The Pompatus of Love is een film uit 1996, gebaseerd op dezelfde teksten van het nummer.
- In een aflevering van de serie Friends klinkt het nummer wanneer tijdens een quiz blijkt dat Joey een denkbeeldige vriend had die een space cowboy was.
- David Letterman maakte ooit een top 10 van vijanden van Batman. In de lijst stonden The Joker's brothers, The Smoker en The Midnight Toker (een verwijzing naar de zin I'm a joker, I'm a smoker, I'm a midnight toker...).

## Hitnoteringen

### Nederlandse Top 40
| Hitnotering week 1 t/m 6: 27-10-1973 t/m 01-12-1973 Hitnotering week 7 t/m 19: 29-09-1990 t/m 22-12-1990 | Hitnotering week 1 t/m 6: 27-10-1973 t/m 01-12-1973 Hitnotering week 7 t/m 19: 29-09-1990 t/m 22-12-1990 | Hitnotering week 1 t/m 6: 27-10-1973 t/m 01-12-1973 Hitnotering week 7 t/m 19: 29-09-1990 t/m 22-12-1990 | Hitnotering week 1 t/m 6: 27-10-1973 t/m 01-12-1973 Hitnotering week 7 t/m 19: 29-09-1990 t/m 22-12-1990 | Hitnotering week 1 t/m 6: 27-10-1973 t/m 01-12-1973 Hitnotering week 7 t/m 19: 29-09-1990 t/m 22-12-1990 | Hitnotering week 1 t/m 6: 27-10-1973 t/m 01-12-1973 Hitnotering week 7 t/m 19: 29-09-1990 t/m 22-12-1990 | Hitnotering week 1 t/m 6: 27-10-1973 t/m 01-12-1973 Hitnotering week 7 t/m 19: 29-09-1990 t/m 22-12-1990 | Hitnotering week 1 t/m 6: 27-10-1973 t/m 01-12-1973 Hitnotering week 7 t/m 19: 29-09-1990 t/m 22-12-1990 | Hitnotering week 1 t/m 6: 27-10-1973 t/m 01-12-1973 Hitnotering week 7 t/m 19: 29-09-1990 t/m 22-12-1990 | Hitnotering week 1 t/m 6: 27-10-1973 t/m 01-12-1973 Hitnotering week 7 t/m 19: 29-09-1990 t/m 22-12-1990 | Hitnotering week 1 t/m 6: 27-10-1973 t/m 01-12-1973 Hitnotering week 7 t/m 19: 29-09-1990 t/m 22-12-1990 | Hitnotering week 1 t/m 6: 27-10-1973 t/m 01-12-1973 Hitnotering week 7 t/m 19: 29-09-1990 t/m 22-12-1990 | Hitnotering week 1 t/m 6: 27-10-1973 t/m 01-12-1973 Hitnotering week 7 t/m 19: 29-09-1990 t/m 22-12-1990 | Hitnotering week 1 t/m 6: 27-10-1973 t/m 01-12-1973 Hitnotering week 7 t/m 19: 29-09-1990 t/m 22-12-1990 | Hitnotering week 1 t/m 6: 27-10-1973 t/m 01-12-1973 Hitnotering week 7 t/m 19: 29-09-1990 t/m 22-12-1990 | Hitnotering week 1 t/m 6: 27-10-1973 t/m 01-12-1973 Hitnotering week 7 t/m 19: 29-09-1990 t/m 22-12-1990 | Hitnotering week 1 t/m 6: 27-10-1973 t/m 01-12-1973 Hitnotering week 7 t/m 19: 29-09-1990 t/m 22-12-1990 | Hitnotering week 1 t/m 6: 27-10-1973 t/m 01-12-1973 Hitnotering week 7 t/m 19: 29-09-1990 t/m 22-12-1990 | Hitnotering week 1 t/m 6: 27-10-1973 t/m 01-12-1973 Hitnotering week 7 t/m 19: 29-09-1990 t/m 22-12-1990 | Hitnotering week 1 t/m 6: 27-10-1973 t/m 01-12-1973 Hitnotering week 7 t/m 19: 29-09-1990 t/m 22-12-1990 | Hitnotering week 1 t/m 6: 27-10-1973 t/m 01-12-1973 Hitnotering week 7 t/m 19: 29-09-1990 t/m 22-12-1990 | Hitnotering week 1 t/m 6: 27-10-1973 t/m 01-12-1973 Hitnotering week 7 t/m 19: 29-09-1990 t/m 22-12-1990 |
| Week | 1 | 2 | 3 | 4 | 5 | 6 | | 7 | 8 | 9 | 10 | 11 | 12 | 13 | 14 | 15 | 16 | 17 | 18 | 19 | |
| --- | --- | --- | --- | --- | --- | --- | --- | --- | --- | --- | --- | --- | --- | --- | --- | --- | --- | --- | --- | --- | --- |
| Nummer                                                                                                   | 34 | 29 | 26 | 20 | 18 | 34 | uit | 34 | 20 | 11 | 6 | 2 | 1 | 1 | 2 | 3 | 8 | 14 | 29 | 38 | uit |

### Daverende Dertig/Nationale Top 100
| Hitnotering week 1 t/m 5: 27-10-1973 t/m 24-11-1973 Hitnotering week 6 t/m 22: 22-09-1990 t/m 19-01-1991 | Hitnotering week 1 t/m 5: 27-10-1973 t/m 24-11-1973 Hitnotering week 6 t/m 22: 22-09-1990 t/m 19-01-1991 | Hitnotering week 1 t/m 5: 27-10-1973 t/m 24-11-1973 Hitnotering week 6 t/m 22: 22-09-1990 t/m 19-01-1991 | Hitnotering week 1 t/m 5: 27-10-1973 t/m 24-11-1973 Hitnotering week 6 t/m 22: 22-09-1990 t/m 19-01-1991 | Hitnotering week 1 t/m 5: 27-10-1973 t/m 24-11-1973 Hitnotering week 6 t/m 22: 22-09-1990 t/m 19-01-1991 | Hitnotering week 1 t/m 5: 27-10-1973 t/m 24-11-1973 Hitnotering week 6 t/m 22: 22-09-1990 t/m 19-01-1991 | Hitnotering week 1 t/m 5: 27-10-1973 t/m 24-11-1973 Hitnotering week 6 t/m 22: 22-09-1990 t/m 19-01-1991 | Hitnotering week 1 t/m 5: 27-10-1973 t/m 24-11-1973 Hitnotering week 6 t/m 22: 22-09-1990 t/m 19-01-1991 | Hitnotering week 1 t/m 5: 27-10-1973 t/m 24-11-1973 Hitnotering week 6 t/m 22: 22-09-1990 t/m 19-01-1991 | Hitnotering week 1 t/m 5: 27-10-1973 t/m 24-11-1973 Hitnotering week 6 t/m 22: 22-09-1990 t/m 19-01-1991 | Hitnotering week 1 t/m 5: 27-10-1973 t/m 24-11-1973 Hitnotering week 6 t/m 22: 22-09-1990 t/m 19-01-1991 | Hitnotering week 1 t/m 5: 27-10-1973 t/m 24-11-1973 Hitnotering week 6 t/m 22: 22-09-1990 t/m 19-01-1991 | Hitnotering week 1 t/m 5: 27-10-1973 t/m 24-11-1973 Hitnotering week 6 t/m 22: 22-09-1990 t/m 19-01-1991 | Hitnotering week 1 t/m 5: 27-10-1973 t/m 24-11-1973 Hitnotering week 6 t/m 22: 22-09-1990 t/m 19-01-1991 | Hitnotering week 1 t/m 5: 27-10-1973 t/m 24-11-1973 Hitnotering week 6 t/m 22: 22-09-1990 t/m 19-01-1991 | Hitnotering week 1 t/m 5: 27-10-1973 t/m 24-11-1973 Hitnotering week 6 t/m 22: 22-09-1990 t/m 19-01-1991 | Hitnotering week 1 t/m 5: 27-10-1973 t/m 24-11-1973 Hitnotering week 6 t/m 22: 22-09-1990 t/m 19-01-1991 | Hitnotering week 1 t/m 5: 27-10-1973 t/m 24-11-1973 Hitnotering week 6 t/m 22: 22-09-1990 t/m 19-01-1991 | Hitnotering week 1 t/m 5: 27-10-1973 t/m 24-11-1973 Hitnotering week 6 t/m 22: 22-09-1990 t/m 19-01-1991 | Hitnotering week 1 t/m 5: 27-10-1973 t/m 24-11-1973 Hitnotering week 6 t/m 22: 22-09-1990 t/m 19-01-1991 | Hitnotering week 1 t/m 5: 27-10-1973 t/m 24-11-1973 Hitnotering week 6 t/m 22: 22-09-1990 t/m 19-01-1991 | Hitnotering week 1 t/m 5: 27-10-1973 t/m 24-11-1973 Hitnotering week 6 t/m 22: 22-09-1990 t/m 19-01-1991 | Hitnotering week 1 t/m 5: 27-10-1973 t/m 24-11-1973 Hitnotering week 6 t/m 22: 22-09-1990 t/m 19-01-1991 | Hitnotering week 1 t/m 5: 27-10-1973 t/m 24-11-1973 Hitnotering week 6 t/m 22: 22-09-1990 t/m 19-01-1991 | Hitnotering week 1 t/m 5: 27-10-1973 t/m 24-11-1973 Hitnotering week 6 t/m 22: 22-09-1990 t/m 19-01-1991 |
| Week | 1 | 2 | 3 | 4 | 5 | | 6 | 7 | 8 | 9 | 10 | 11 | 12 | 13 | 14 | 15 | 16 | 17 | 18 | 19 | 20 | 21 | 22 | |
| --- | --- | --- | --- | --- | --- | --- | --- | --- | --- | --- | --- | --- | --- | --- | --- | --- | --- | --- | --- | --- | --- | --- | --- | --- |
| Nummer                                                                                                   | 30 | 25 | 22 | 19 | 18 | uit | 84 | 59 | 33 | 16 | 8 | 4 | 2 | 1 | 1 | 3 | 6 | 12 | 17 | 30 | 56 | 81 | 99 | uit |

### NPO Radio 2 Top 2000
| Nummer met noteringen in de NPO Radio 2 Top 2000 | '99  | '00 | '01  | '02  | '03  | '04  | '05  | '06  | '07  | '08  | '09  | '10  | '11  | '12  | '13  | '14  | '15  | '16  | '17  | '18  | '19  | '20  | '21  |
| ------------------------------------------------ | ---- | --- | ---- | ---- | ---- | ---- | ---- | ---- | ---- | ---- | ---- | ---- | ---- | ---- | ---- | ---- | ---- | ---- | ---- | ---- | ---- | ---- | ---- |
| The Joker                                        | 1283 | 869 | 1123 | 1034 | 1414 | 1064 | 1529 | 1758 | 1680 | 1478 | 1211 | 1091 | 1151 | 1354 | 1399 | 1734 | 1835 | 1544 | 1458 | 1727 | 1714 | 1888 | 1914 |

1. ↑  Een vetgedrukt getal geeft de hoogste notering aan.
2. ↑  Deze tabel is bijgewerkt tot en met de meest recente editie (2024).